# Zeng Yongya
Zeng Yongya född 1917 i Yudu, Jiangxi, död 16 mars 1995 i Shenyang, Liaoning, var en kommunistisk kinesisk generalmajor och politiker. Han gick med i Kinas kommunistiska parti 1932 och deltog i den Långa marschen. Under det kinesiska inbördeskriget och det andra sino-japanska kriget innehöll han en rad viktiga militära poster i Folkets befrielsearmé
I samband med det Sino-indiska kriget 1962 kom Zeng till Tibet där han blev befälhavare över den fjärde fältarmén. Under kulturrevolutionen drogs han in i en maktkamp med Ren Rong, som då var politisk kommissarie i armén. Zeng, som hade starka band till överbefälhavaren Lin Biao, gav sitt stöd till "Gyenlog"-fraktionen medan Ren stödde "Nyamdrel"-fraktionen. I stridigheterna mellan de två fraktionerna upphörde partiet i praktiken att existera och i september 1968 lyckades Zeng bli ordförande i den revolutionära kommittén i Tibet, som nu ersatt både den civila regeringen och den lokala partiavdelningen. I samband med Lin Biaos försvagade ställning i partiledningen avsattes Zeng från sina poster i Tibet i november 1970.